# Marques Colston
Marques Colston (urodzony 5 czerwca 1983 roku w Harrisburg w stanie Pensylwania) – amerykański zawodnik futbolu amerykańskiego, grający na pozycji wide receiver. W rozgrywkach akademickich NCAA występował w drużynie Hofstra University.
W roku 2006 przystąpił do draftu NFL. Został wybrany przez New Orleans Saints w siódmej rundzie (252. wybór). W drużynie z Luizjany występuje do tej pory.
W październiku 2006 roku został wybrany najlepszym debiutantem miesiąca w NFL. W ciągu pierwszych dwóch sezonów w lidze Colston odebrał 168 podań od swojego rozgrywającego, co jest rekordem NFL. W sezonie 2009 został mistrzem NFL, wygrywając z drużyną z Nowego Orleanu Super Bowl.